# Johann Wilhelm Hittorf
Johann Wilhelm Hittorf (Bonn, 27 de marzo de 1824-Münster, 28 de noviembre de 1914) fue un físico alemán. Catedrático de física y química en la Universidad de Münster desde 1856, contribuyó poderosamente al desarrollo de la electroquímica con numerosos descubrimientos y teorías. Registró la velocidad de emigración de los iones sometidos a la acción de la corriente eléctrica y la cantidad de energía que portaban los iones, un factor importante para entender las reacciones químicas. El tubo de Hittorf (1872) inventado por él aparece como precursor del tubo de Crookes. Autor de Über die Wanderung der Ionen während der Elektrolyse. Descubrió los rayos catódicos con su maestro Julius Plücker, con el que estudió también las variaciones del espectro al variar la atmósfera. Determinó la íntima dependencia entre la conductividad eléctrica y la acción química y la división de las sales complejas por la vía de la corriente.

## Biografía
Nació en Bonn, hijo de un comerciante. Sus primeros estudios los realizó en su ciudad natal y, luego de un breve periodo en la Universidad de Berlín, recibió el doctorado en la universidad de Bonn (1846), habiendo estudiado bajo la tutela de Julius Plücker. Al año de su graduación, en 1847, comenzó a trabajar como miembro del staff de la universidad. Poco tiempo después recibió una llamada para convertirse en Privatdozent en Münster. Fue catedrático de Física y Química en la Universidad de Münster y director de sus laboratorios desde 1879 hasta 1889. Se retiró en 1890, debido a su mala salud. Fue nombrado profesor emérito.
Sus primeras investigaciones fueron sobre la alotropía del selenio y del fósforo. Entre 1853 y 1859 sus trabajos más importantes fueron sobre el movimiento de los iones. También describió el comportamiento electromotor del cromo.
En 1853, Hittorf señaló que algunos iones viajan más rápidamente que otros. Esta observación dio lugar al concepto de número de transporte, la fracción de la corriente eléctrica transportada por cada especie iónica. Midió los cambios en la concentración en soluciones electrolizadas, calculados a partir de estos números de transporte (capacidades de carga relativas) de muchos iones, y, en 1869, publicó sus leyes que rigen la migración de iones.
Se convirtió en profesor de física y química y director de laboratorios en la Universidad de Münster desde 1879 hasta 1889. También investigó los espectros de la luz de los gases y vapores, trabajó en el paso de electricidad a través de los gases, y descubrió nuevas propiedades de los rayos catódicos (rayos de electrones). En 1869 se comprobó que los rayos catódicos brillaban en diferentes colores debido a los gases que había dentro y a sus presiones. Se dio cuenta de que cuando dentro del tubo de vacío hay algún objeto que se coloca entre el cátodo y la parte luminosa del tubo, ese objeto proyecta una sombra, ya que los rayos que llevan esa luminosidad se paran en el objeto. Otro experimento consistía en un molinillo en el que sus paletas tenían una masa muy pequeña. Cuando el haz de electrones chocó contra las paletas las empezó a mover, lo que demostraba que el componente de los rayos catódicos tenía masa.
En 1903 recibió la medalla Hughes otorgada por la Royal Society.